# Villaluenga del Rosario
Villaluenga del Rosario es un municipio y localidad de España en la provincia de Cádiz, comunidad autónoma de Andalucía. Según el INE, en 2018 contaba con 438 habitantes. Su extensión superficial es de 57 km² y tiene una densidad de 7,99 hab/km². Se encuentra situada a 128 kilómetros de la capital de provincia, Cádiz y a una altitud de 858 metros, siendo el pueblo más elevado, y a su vez más pequeño, de la provincia de Cádiz

## Geografía

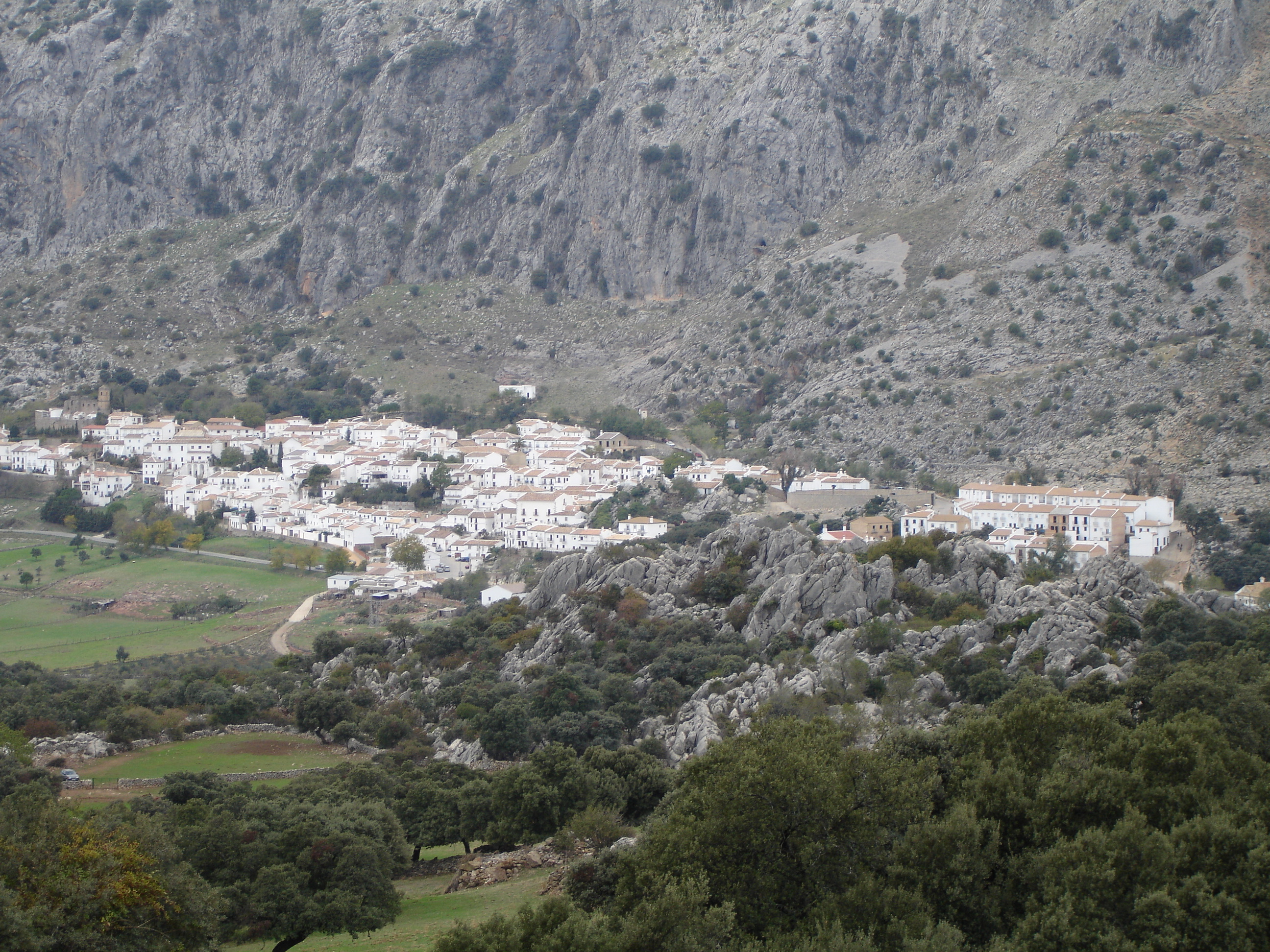
Villaluenga

Se sitúa en el centro del parque natural de la Sierra de Grazalema, a los pies del Navazo Alto (pico perteneciente a la Sierra del Caíllo) y en frente de la Sierra de Líbar.

## Naturaleza

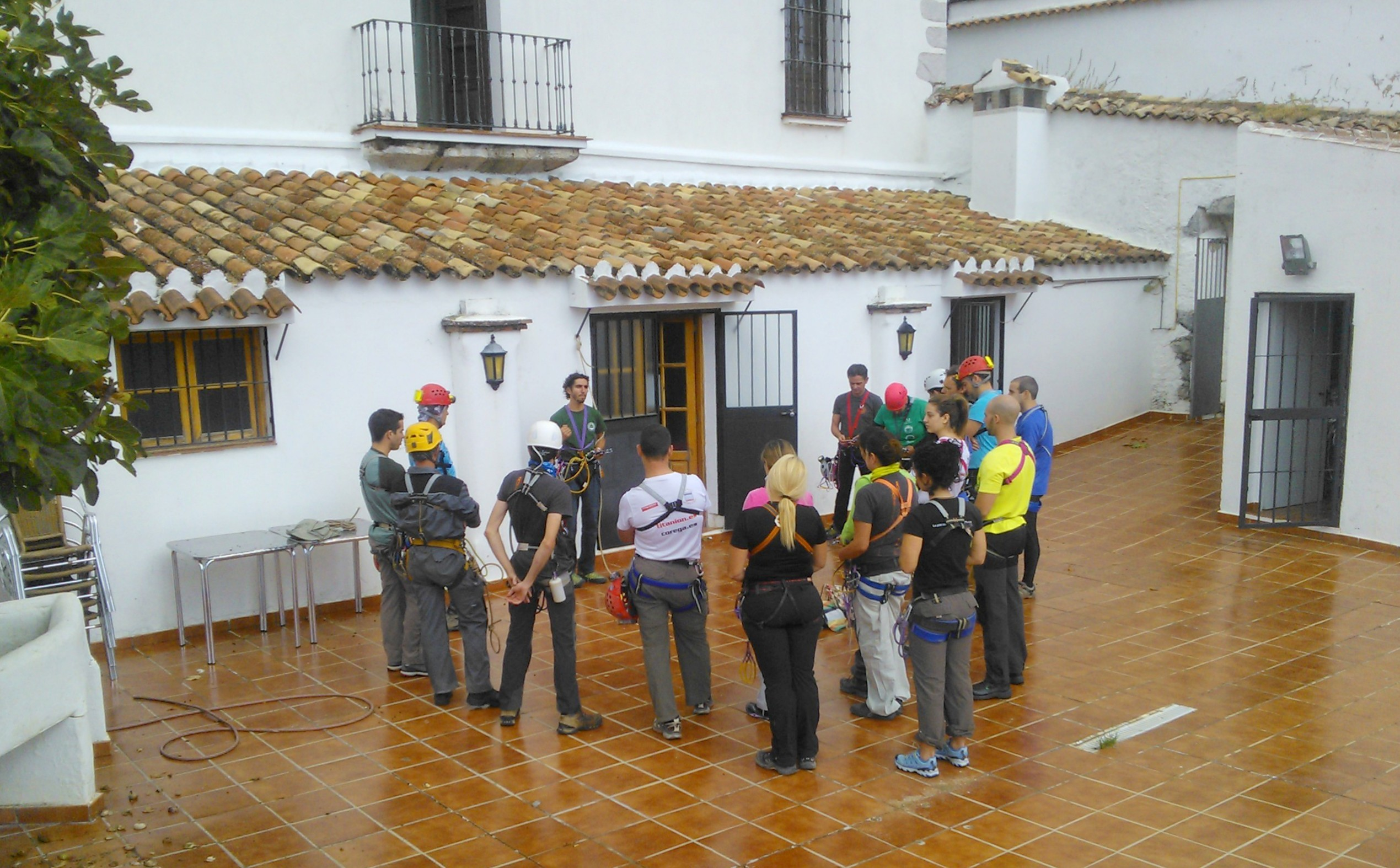
Curso de espeleología en el Albergue de la FAE en Villaluenga del Rosario

Además de un entorno natural privilegiado dentro del parque natural en que se encuentra, la localidad tiene una gran cantidad de cuevas y simas de origen kárstico.

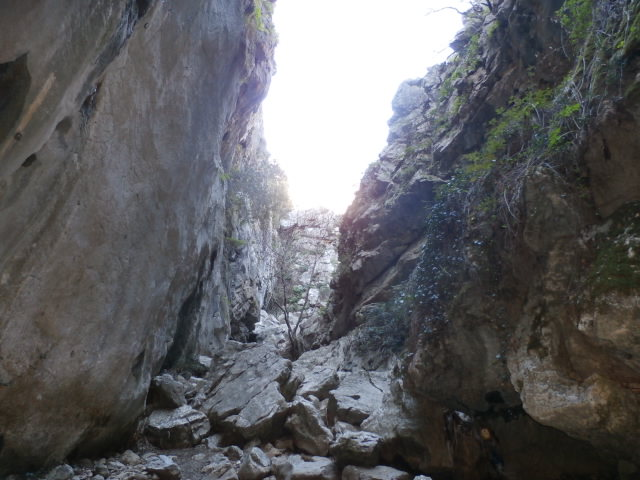
Interior de la sima

En las inmediaciones del pueblo está la Sima de Villaluenga, con más de 200 metros de profundidad y más de tres kilómetros de galerías. En estos momentos continúa la exploración. Otras cavidades de la zona son la de la Yedra con arte rupestre, sima del Republicano con 258 metros de desnivel y muy deportiva. En la parte superior de la sierra están los sumideros de los Navazos. En el municipio están registrados un total de 61 cavidades entre cuevas y simas.

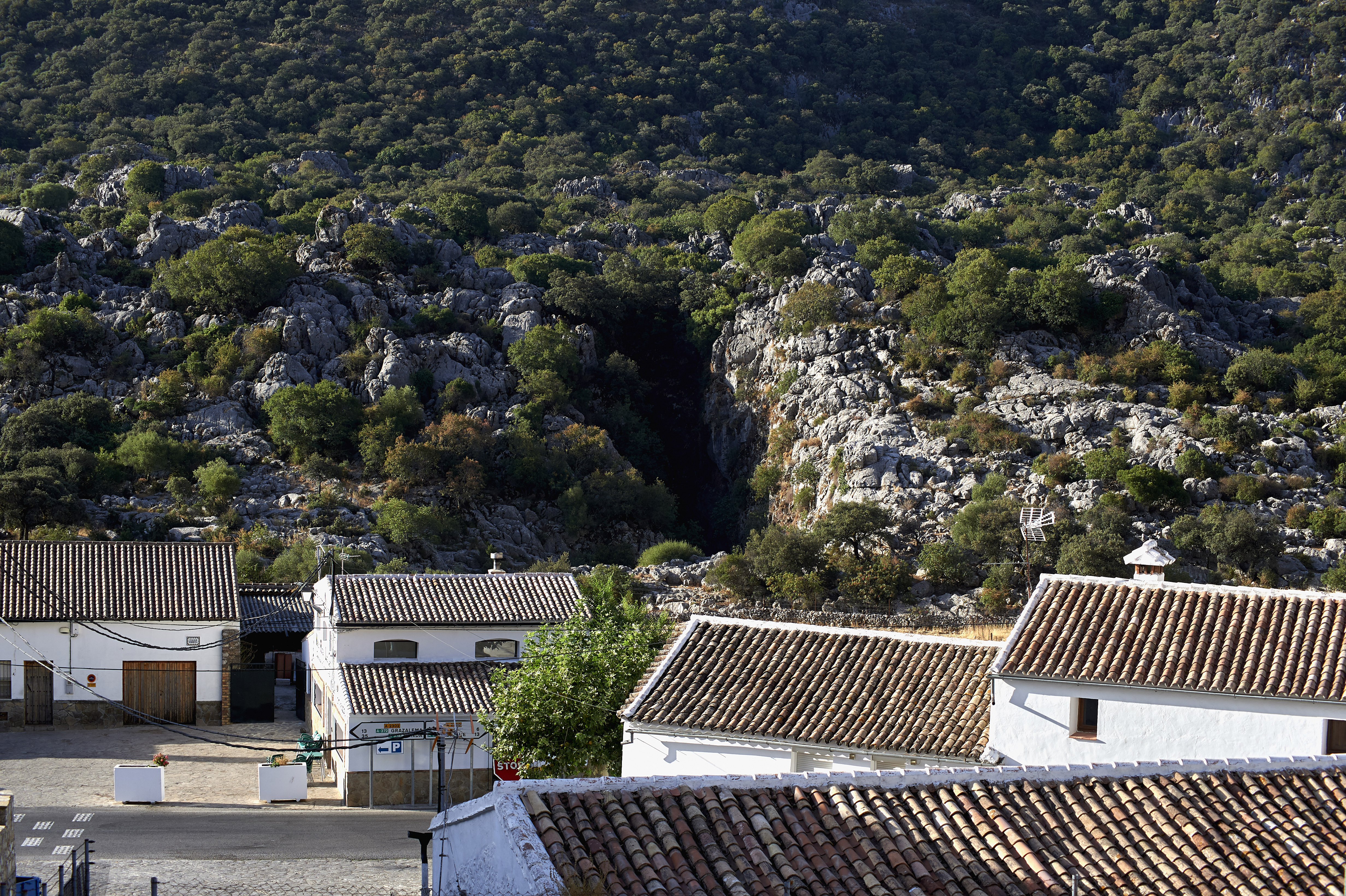
Sima de Villaluenga

La Federación Andaluza de Espeleología tiene la sede de su Escuela en la localidad y realiza actividades, competiciones y cursos a lo largo de todo el año.

## Historia
Hay evidencias de que la zona de la Manga de Villaluenga ha estado habitada desde el Paleolítico Superior, como muestran los recientes descubrimientos paleontológicos del grupo G.I.E.X. de Jerez en la Sierra del Chaparral.
La denominación de Villaluenga le viene dada por la forma estrecha y larga que presenta el casco de la población. Desde muy antiguo es manifiesta la devoción de los habitantes de Villaluenga por la Virgen del Rosario hasta el punto de que, además de tenerla por Patrona desde el siglo XVIII, añadieron esta advocación de la Virgen al antiguo nombre que era, simplemente, Villaluenga. Formó parte de los territorios musulmanes de la península Ibérica de 716 hasta 1485, año en que Rodrigo Ponce de León ya Marqués de Cádiz, duque de Arcos y  Marqués de Zahara se lo tomó a los nazaríes. Según un privilegio fechado en Jaén el 11 de enero de 1498, Villaluenga fue la capital del señorío de las Siete Villas (Benaocaz, Grazalema, Ubrique, Archite, Cardela y Aznalmara, además de Villaluenga).

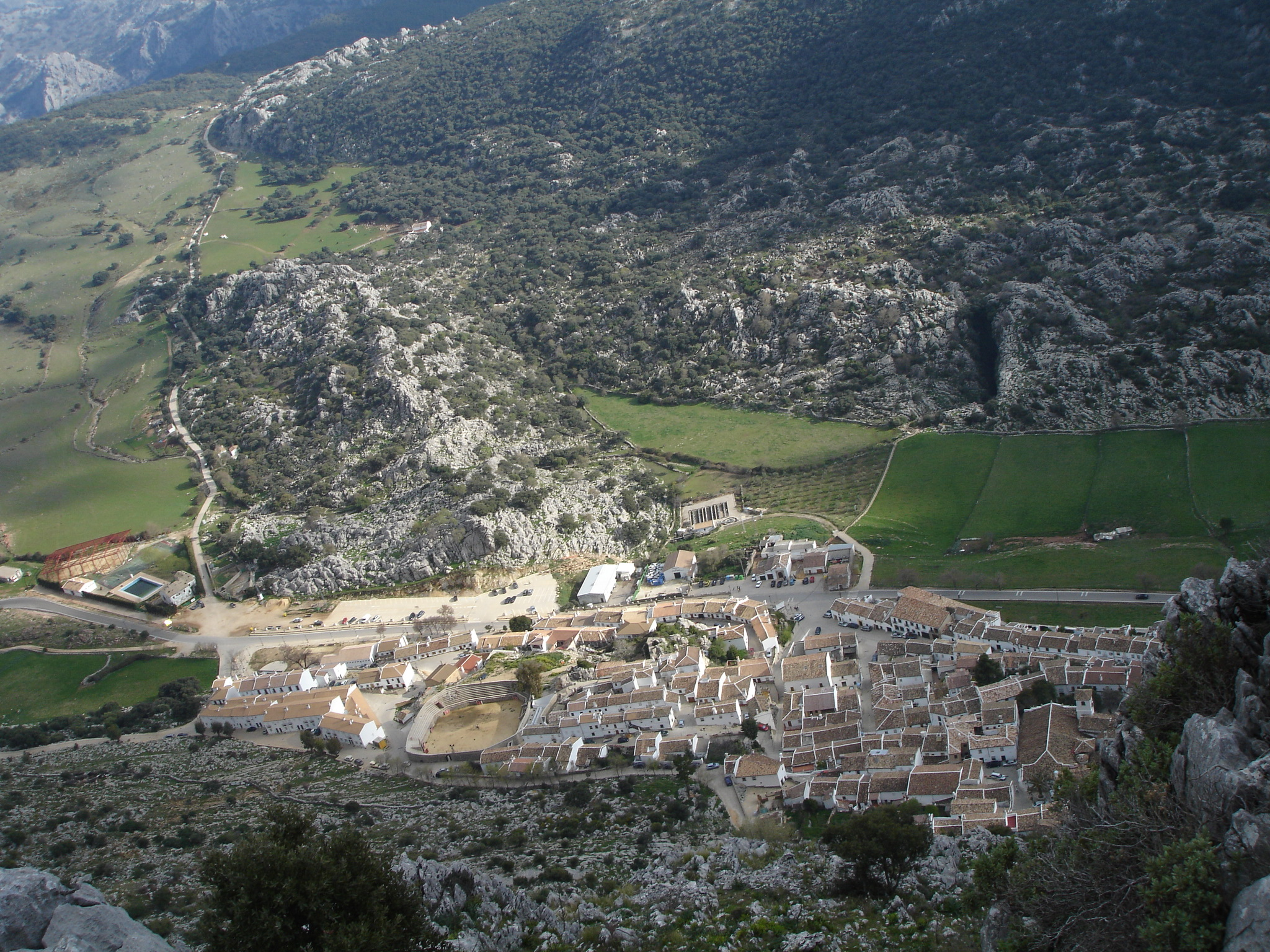
Vista de Villaluenga del Rosario al subir al Navazo Alto

En el siglo XIX, con la ocupación peninsular de las tropas napoleónicas, Villaluenga sufre una decadencia económica. Será también en esta época cuando se desarrollará la vida de bandoleros y contrabandistas que, como José María el Tempranillo y Pasos Largos, al abrigo de sus cuevas, practicarán su actividad.
Ya en el siglo XX, al igual que en otras tantas villas, a partir de la década de los sesenta la depresión económica fomenta la emigración.

## Demografía
Villaluenga del Rosario cuenta con una población de 462 habitantes (INE 2024).
| Gráfica de evolución demográfica de Villaluenga del Rosario entre 1842 y 2021                                       |
| |
| Población de derecho según los censos de población del INE Población de hecho según los censos de población del INE |

## Economía

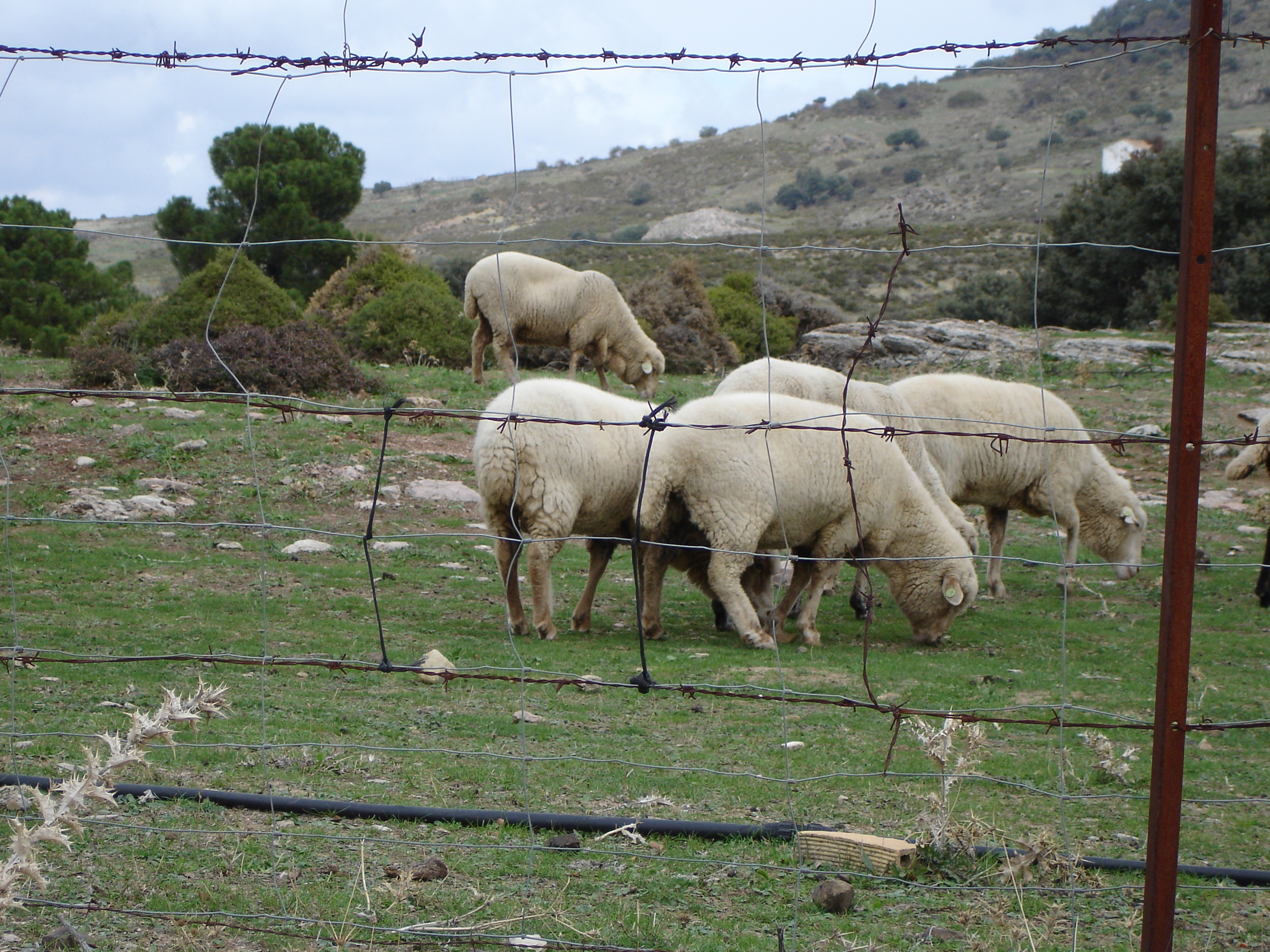
Ovejas en Villaluenga

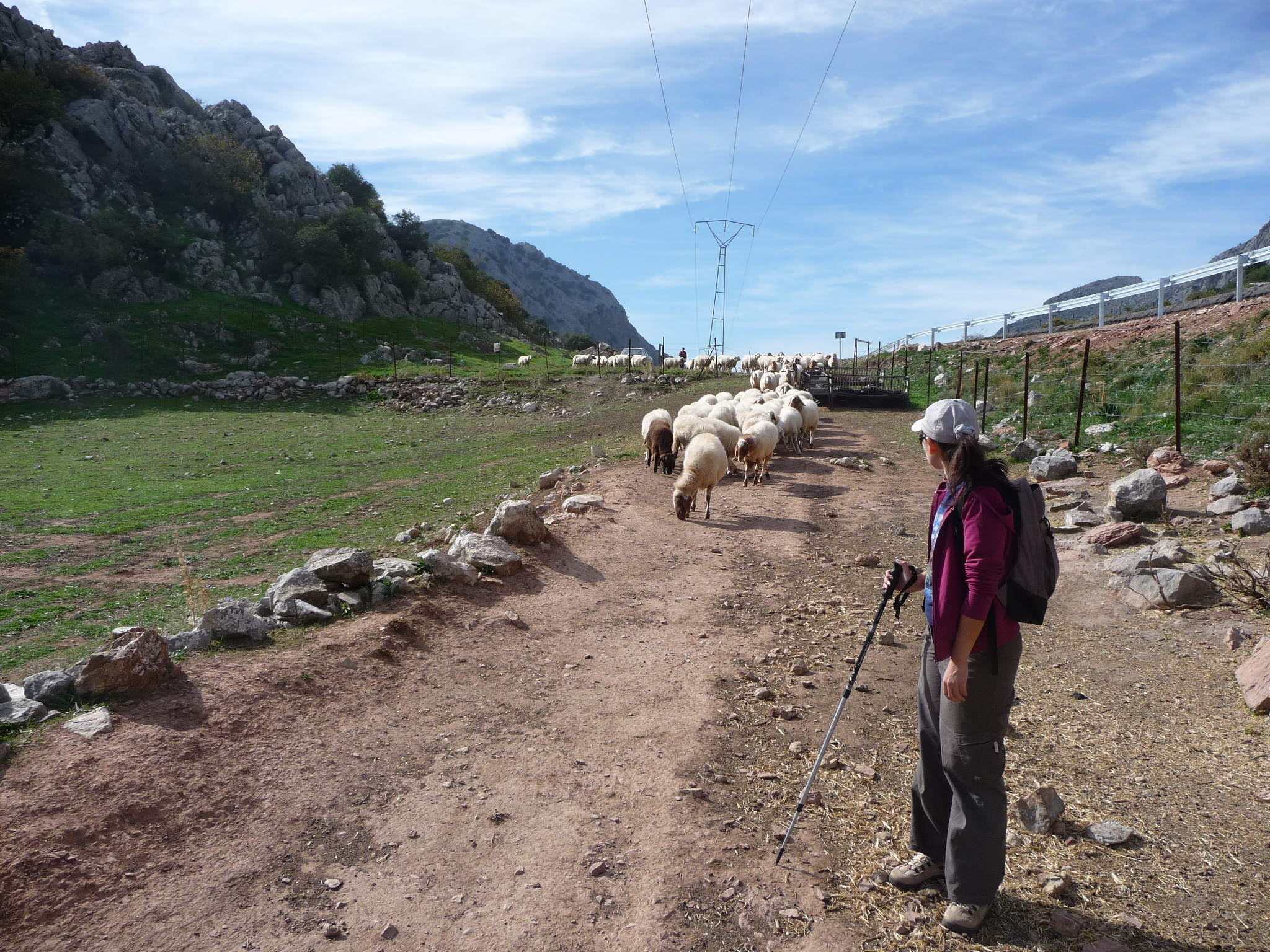
Senderismo en Villaluenga

En otro tiempo Villaluenga destacó por su industria textil, debido a la gran cantidad de ovejas que había en la zona, comercializándse a tal nivel que Felipe IV uniformó a sus soldados con tela fabricada en Villaluenga.
Hasta hace cincuenta o sesenta años la economía de Villaluenga se basaba también en la fabricación de tejas, oficio heredado de los árabes, aprovechando las buenas arcillas de la zona. En la finca El Tejar existían dos hornos para la fabricación de tejas y ladrillos. Hoy en día esta actividad se ha perdido.
El recurso económico más importante hasta ahora ha sido la extracción del corcho de sus alcornoques. En los últimos tiempos ha conseguido mantener la estabilidad económica, ya que existe un sector ganadero considerable (de hecho, el municipio cuenta con la única escuela de pastores de Andalucía).
Además, en el sector industrial están surgiendo iniciativas empresariales, como la fabricación de quesos, en la que destaca el Queso Payoyo, autóctono de la zona. En 2017 el municipio entró a formar parte de la Ruta Europea del Queso. En 2020 es Capital Europea del Queso.
En el sector servicios resaltan las actividades turísticas, dando lugar a la creación de empresas de hostelería, restauración, guías turísticos y venta de productos artesanales.
Igualmente, como la mayoría de pueblos de la Sierra de Grazalema, también hay una pujante actividad de turismo rural.

### Evolución de la deuda viva municipal
| Gráfica de evolución de Deuda viva del Ayuntamiento de Villaluenga del Rosario entre 2008 y 2019                                |
| |
| Deuda viva del Ayuntamiento de Villaluenga del Rosario en miles de Euros según datos del Ministerio de Hacienda y Ad. Públicas. |

## Monumentos
En Villaluenga destacan sus monumentos religiosos:
- Iglesia de San Miguel.[14]

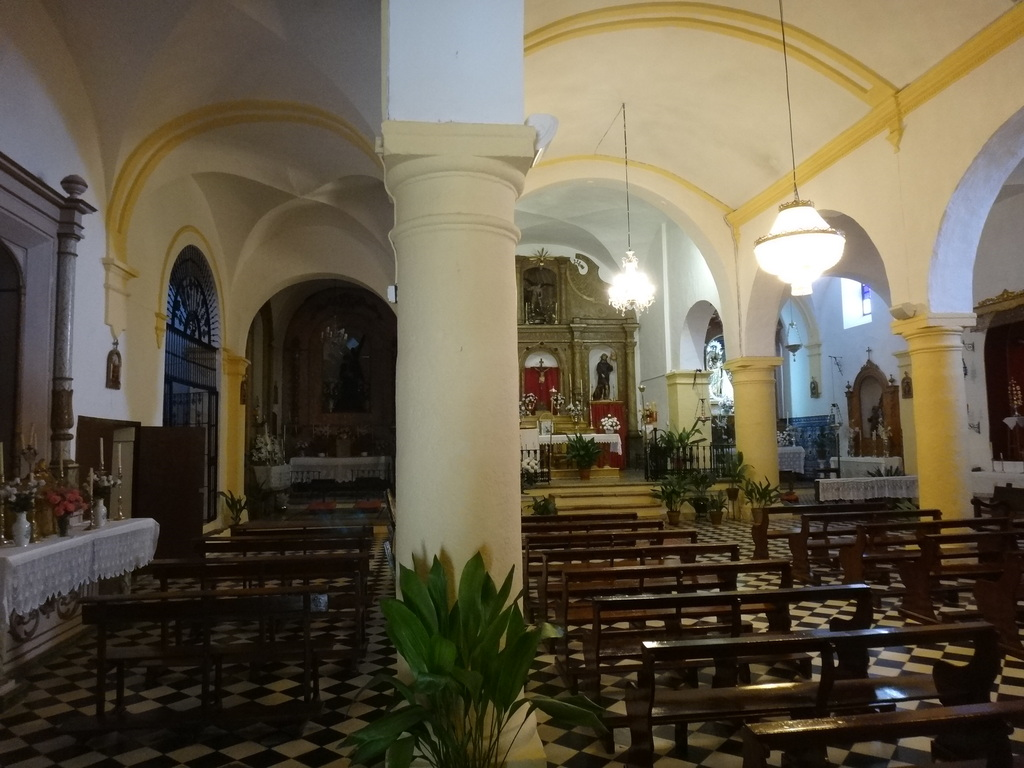
Iglesia de San Miguel

- Iglesia de El Salvador, que hace las veces de cementerio tras ser  quemada por las fuerzas napoleónicas.[15] Ha recibido galardones por su estética.[16]

## Gastronomía
Destacan como elementos propios:
- Sopa de Villaluenga.

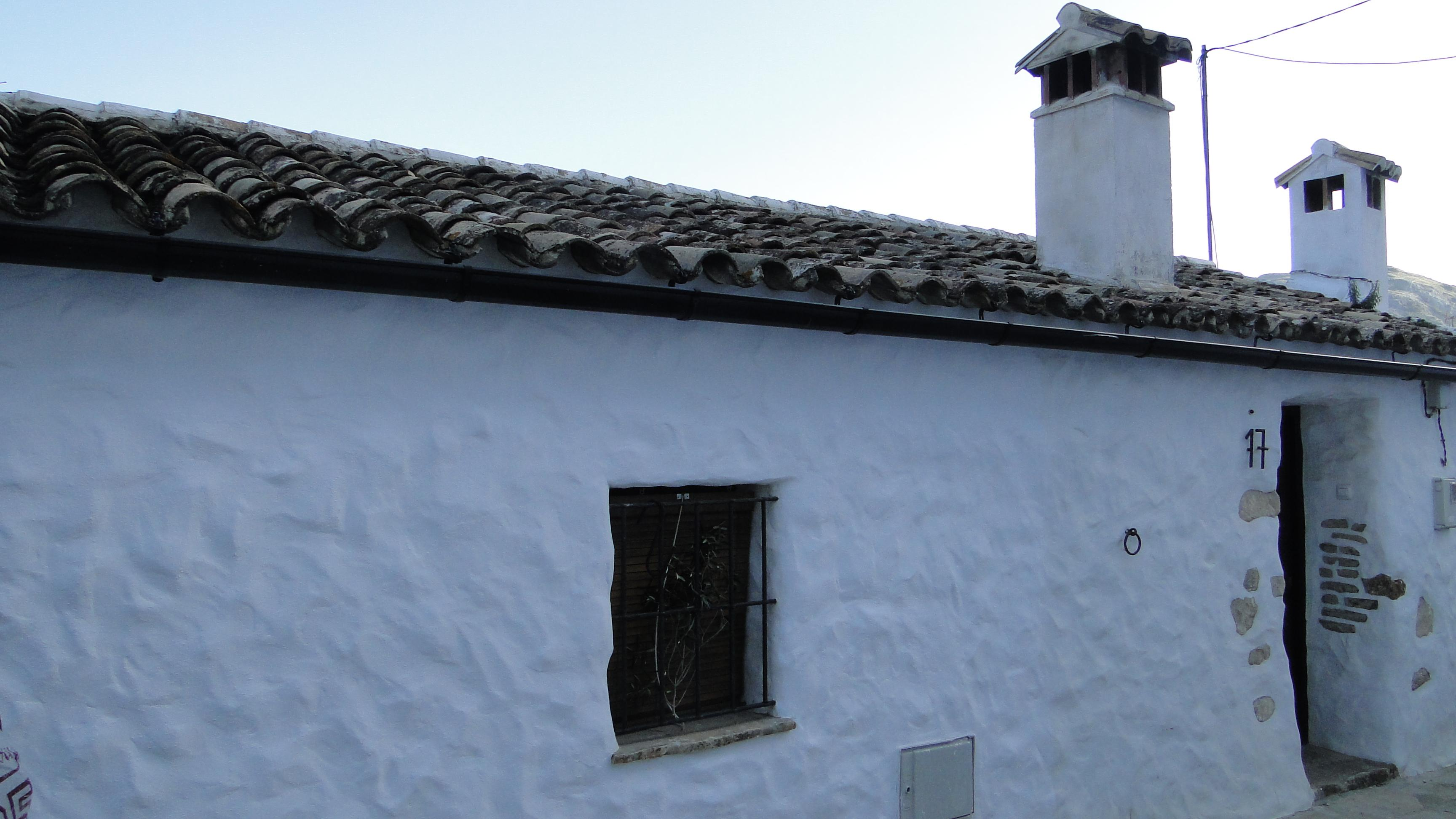
Villaluenga del Rosario

- Queso de cabra payoya. La Asociación de Queserías Tradicionales del municipio se creó con objeto de trabajar para obtener su Identificación Geográfica Protegida (IGP) de Quesos de Villaluenga.[17]

## Celebraciones
Principales fiestas:
- Fiesta de San Roque
- Romería de la Divina Pastora
- Fiestas Patronales en honor a la Virgen del Rosario
- Feria y Fiestas Mayores
- Procesión de las Piedras
- Semana Santa
- Feria del Queso Artesanal de Andalucía
- Festival de las Estrellas[19]